# Hraniční pásmo XII (mobilizace 1938)
Hraniční pásmo XII bylo vyšší jednotkou na úrovni sboru,  působící v době mobilizace v roce 1938 v sestavě 1. armády a jeho úkolem byla obrana hlavního obranného postavení v oblasti Krkonoš a Orlických hor (konkrétně od Harrachova po tvrz Bouda) v celkové délce 127 km
Velitelem HP XII. byl divizní generál Bedřich Ruml
Stanoviště velitele se nacházelo v Hradci Králové.

## Úkoly Hraničního pásma XII
Úkolem jednotek HP XII byla úporná obrana hlavního obranného postavení na hřebenech pohraničních hor s cílem nedopustit průlom nepřítele do týlu 1. armády. Na rozdíl od jednotek v jiných oblastech (např. I. sbor v jihozápadních Čechách) bránily jednotky HP XII relativně krátké úseky, navíc v horském terénu a více nebo méně zesílené objekty lehkého i těžkého opevnění. Linie srubů těžkého opevnění byla navíc zesílena také několika dělostřeleckými  tvrzemi v různém stádiu dokončení (Stachelberg, Dobrošov, Adam, Hanička, Bouda), bohužel prozatím pouze s provizorní výzbrojí.
V případě silného tlaku nepřítele mohla být obrana v oblasti HP XII zesílena druhosledovou 4. divizí ze zálohy Hlavního velitelství, která se soustřeďovala v okolí Hradce Králové.
Obecně byla situace v oblasti HP XII považována za příznivou a umožňující účinnou obranu.

## Podřízené jednotky
Vyšší jednotky
- Hraniční oblast 34
- Hraniční oblast 35

Ostatní jednotky
- kanonová rota 78 (motorizovaná)
- ženijní rota 52
- telegrafní prapor 62